# Replikation

DNA-replikation med många samverkande enzymer och proteiner

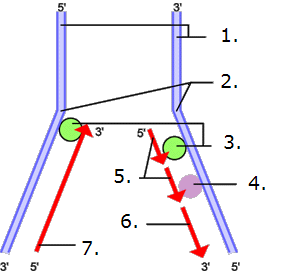
Replikationsgaffeln.
1.De två DNA-strängar som utgör förlaga vid replikationen
2. Replikationsgaffeln
3. DNA-polymeras
4. DNA-ligas
5. Okazakifragment
6. Den sträng som byggs i småbitar
7. Den sträng som byggs i ett helt stycke

Replikation eller replikering är den process som dubblerar DNA-molekylen vid celldelningen så att en kopia av molekylen kan hamna i varje dottercell. På så sätt förs den genetiska informationen vidare från cellgeneration till cellgeneration. 
Replikationen är en omfångsrik och komplex process. Flera olika enzymer deltar i reaktionerna för att duplicera DNA-molekylerna. I dessa reaktioner krävs både snabba och exakta metoder vilket uppfylls genom att en rad olika enzymer verkar tillsammans.
DNA-molekylen ligger normalt som en dubbelhelix med de två strängarna i spiralen hopkopplade med vätebindningar (kvävebaser) enligt "basparningsprincipen". För att replikation ska kunna ske måste dubbelhelixen först rätas ut och vätebindningarna mellan nukleotiderna i de båda kedjorna, strängarna (på engelska strand), brytas. Detta sker under inverkan av enzymet helikas. Det bildas då en öppning i dubbelhelixen, en "replikationsgaffel" (replication fork) uppstår. För att de separerade nukleotid-sekvenserna inte åter ska bindas samman, verkar proteinet SSB (Single Stranded Binding protein). 
Vid replikationsgaffeln är det då möjligt för enzymerna DNA-polymeras och RNA-primas att börja skapa den nya dottersträngen. Enzymet RNA-primas skapar en primer som blir en utgångspunkt för DNA-polymeraset. Primern fungerar som riktmärke för att DNA-polymeras ska kunna binda nukleotiderna som bygger dottersträngen, på föräldrasekvensen. Den plats där replikationen börjar kallas ori ("origin of replication") och kring varje ori separeras de två strängarna och en replikationsbubbla bildas. Enzymet DNA-polymeras ser till så att de nukleotider som byggs ihop till den nya nukleotid-kedjan matchar de som finns på den redan existerande kedjan, så att det bildas en komplementär kopia.
DNA-polymeraset kan bara bygga nukleotid-strängar i en molekylär riktning, från 5'-änden till 3'-änden. Med detta menas att fosfatgruppen bunden till kolatom 5’ i nukleotiden som läggs till bildar en fosfodiester-bindning med kolatom 3’ i den existerande nukleotiden. De två strängarna i DNA-spiralen är motriktade, antiparallella, så att den ena har 5'-änden där den andra har 3'-änden. Man säger att DNA-polymeras läser av den befintliga strängen i riktningen 3’ till 5’. Eftersom den nybildade strängen är antiparallell mot den gamla byggs den i riktningen från 5’ till 3’.
Detta gör att DNA-polymeras på den ena strängen kan arbeta kontinuerligt mot replikationsgaffelns delningspunkt och flytta fram i den takt strängarna delar sig. Men på den andra strängen arbetar DNA-polymeras i riktning bort från replikationspunkten. Därför måste polymeraset vänta tills ett litet avsnitt av DNA frilagts. Då kan det börja kopiera. Men snart kommer polymeraset tillbaka till det avsnitt som kopierades tidigare. Då upphör kopieringen av detta avsnitt. 
Kopieringen av denna andra kedja (som på engelska kallas "the lagging strand", till skillnad från första som kallas "the leading strand") sker alltså i bitar och delvis parallellt genom att flera RNA-primas och DNA-polymeras arbetar samtidigt. Dessa DNA-bitar, som hos eukaryoter kan vara 100 till 200 nukleotider långa och hos prokaryoter 1000 till 2000 nukleotider långa, kallas Okazakifragment. Fragmenten byggs inte sammanhängande av DNA-polymeras utan sammanfogas i ett senare steg av ett DNA-ligas. 
Efter replikation korrekturläses kopian mot originalet, och flera olika system, till exempel base excision repair och mismatch repair, finns för att korrigera eventuella felaktigheter.

## Semikonservativ replikation
Replikationen av DNA är semikonservativ, det vill säga, varje ny dubbelsträngad DNA-kedja består av en kedja från ursprungscellen, samt en nysyntetiserad. Detta bevisades experimentellt genom Meselson-Stahl-experimentet.

## Eukaryot replikation
Eukaryot replikation är kopplad till cellcykeln och avslutas före celldelningsfasen (mitosen). Det eukaryota genomet har flera tiotusentals "origin of replication" (ori) varifrån replikationen startar genom att ett origin of recognition complex binder och initierar etableringen av två replikationsgafflar. Cdc6 och cdt1 laddar MCM-helikas som smälter strängarna. Ett RFC-clamp-loader-protein attraherar processivitetsfaktorn PCNA som har formen av en torus. RPA stabiliserar singelsträngarna. På "leading strand" bygger DNA-polymeras α en RNA-primer på 20 nukleotider varvid DNA-polymeras ε tar vid och börjar DNA-syntesen. På "lagging strand" sker syntesen i okazaki-fragment, snuttarna syntetiseras av DNA-polymeras δ som hoppar fram och tillbaka i den ögla som bildas på den sträng som diskontinuerligt syntetiseras i riktning 3'-5'. δ och ε ges processivitet av PCNA. FEN-1 ersätter RNA-primerna med DNA och ligas 1 fogar ihop dem.

## Prokaryot replikation
Prokaryot replikation är kopplad till bakteriens tillväxt. Den initieras av proteinet DnaA som binder till en nonamerregion i oriC. För att DnaA ska kunna initera krävs det att ATP är bundet. Väl på oriC bildar den en hexamer. En 13-mer-region i oriC består av A-T-kvävebaspar och har svagare basparning vilket underlättar replikationsstart. Ett helikas, dnaB laddas på av dnaC. Efter smältning av DNA:t stabiliserar single-stranded binding pein (SSB) enkelsträngarna. Leading strand (5'-3') syntetiseras kontinuerligt och lagging strand (3'-5') i Okazaki-fragment, liksom hos eukaryoter. Primas gör en primer, och syntes sköts av DNA-polymeras 3 som bland annat består av de syntesaktiva subenheterna α, θ och ε. β² fungerar som processivitetsfaktor (jämför PCNA hos eukaryoter). DNA-polymeras 1 ersätter primern med DNA och ligas fogar ihop.
I Escherichia coli och många andra bakterier sker replikation bidirektionellt, vilket innebär att replikationsgafflarna rör sig i motsatt riktning från oriC mot terminus regionen där replikationen slutligen terminerinar. 